# Palazzo Arese-Bethlen
Palazzo Arese-Bethlen era un palazzo storico di Milano situato in via Monte di Pietà al civico 11.

## Storia e descrizione

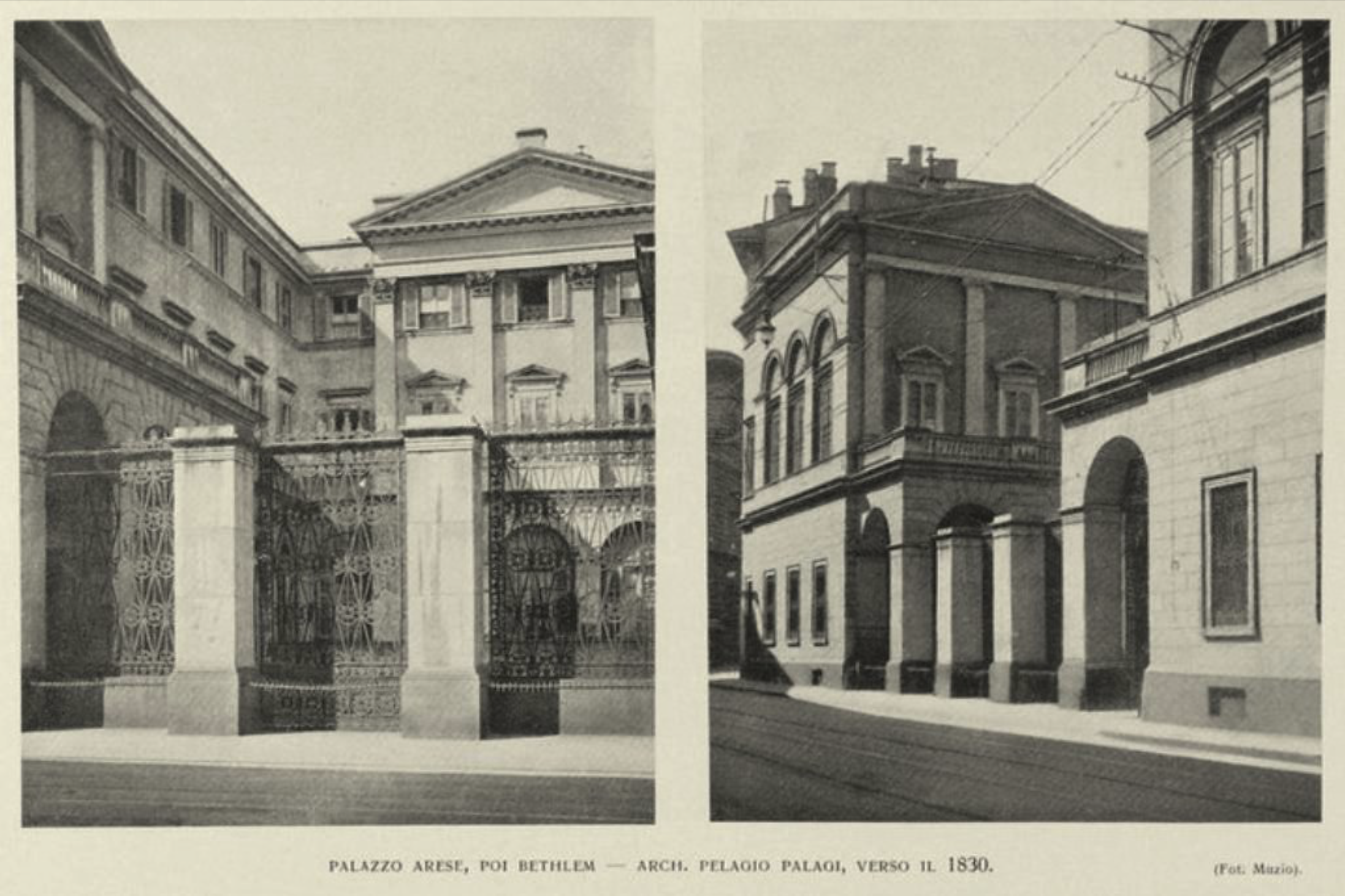
ali laterali del palazzo

Il palazzo risale al 1828 quando il conte Francesco Arese Lucini commissionò il palazzo a Pelagio Palagi: il palazzo anche per l'epoca situato in pieno centro fu costruito sull'ampio giardino del soppresso monastero di Sant'Agostino Neri; Successivamente alla morte del conte Arese il palazzo fu venduto alla famiglia ungherese dei Bethlen (Ferenc Gabriel Bethlen de Bethlen, 1804-1852). Proprio per via della posizione molto centrale del palazzo e del suo vasto giardino, questo fu progressivamente lottizzato e venduto come spazi destinati all'edificazione: abbandonato come residenza dai Bethlen il palazzo fu diviso in appartamenti più piccoli, fino a quando, colpito dai bombardamenti alleati su Milano fu demolito nel 1943, nonostante questi avessero coinvolto solo la parte centrale del palazzo e non le vaste ali laterali. 
Il palazzo presentava al centro del fronte un cortile d'onore che dava sul corpo centrale, che presentava un pian terreno in bugnato sormontato dagli ordini superiori scanditi da lesene che reggevano un frontone triangolare. Le finestre del piano nobile si presentavano architravate con timpani triangolari, mentre quelle al secondo piano erano decorati da semplici cornici. La stessa decorazione era ripresa nella ali del palazzo.